# 解密工作室
解密工作室，是由香港網絡紅人、YouTuber探員X經營的YouTube頻道，影片類型主要是以奇案、都市傳說及鬼故節目，講解真人真事香港熱門奇案而成名，其訂閱人數達到35萬。
他曾於2021年獲蘋果日報副刊果籽擔任奇案節目《奇案解密》主持。
有報道指他已於2025年初因癌症去世。，不過同日他於YOUTUBE親自報平安打破謠言。

## 出版作品
2021年5月出版實體書籍著作《解密工作室 千禧十大奇案》。
| 出版日期     | 書名                       | 出版社 | ISBN               |
| ------------ | -------------------------- | ------ | ------------------ |
| 2021年5月1日 | 《解密工作室千禧十大奇案》 | 好年華 | ISBN 9789887570806 |

## 得獎
YouTube 2021十大熱門創作者第二位，及憑八仙嶺大火影片獲得YouTube 2021十大熱門影片第三位。

## 外部連結
- YouTube上的解密工作室頻道
- 解密工作室的Instagram帳戶
- 解密工作室的Facebook專頁